# Deadlock vs. Six Reasons to Kill
Deadlock vs. Six Reasons to Kill – split album grup Deadlock oraz Six Reasons to Kill wydany w 2002 roku nakładem Winter Recordings.

## Lista utworów

### Deadlock
1. "A Little Soldier" - 0:54
2. "Thousand Suns" - 6:06
3. "An Eye for an Eye" - 4:43
4. "The End of the World" - 5:50

### Six Reasons to Kill
1. "Dominion of Death" - 4:27
2. "To a Darkened End" - 2:44
3. "Haunted by Memories" - 3:01
4. "Deliverance" - 5:11